# Eleccions presidencials de Cap Verd de 2011
Les eleccions presidencials de Cap Verd de 2011 van tenir lloc el 7 d'agost de 2011, amb una segona volta el 21 d'agost. El resultat fou una victòria de Jorge Carlos Fonseca del Moviment per la Democràcia, qui va obtenir el 54% dels vots en la segona volta.

## Campanya
Es presentaren quatre candidats a les eleccions:
- Manuel Inocêncio Sousa, antic ministre d'afers exteriors del govern Partit Africà per la Independència de Cap Verd (PAICV).
- Aristides Lima, President de l'Assemblea Nacional. Membre del PAICV, va participar sense el seu suport.
- Jorge Carlos Fonseca, un altre antic ministre d'afers exteriors, i candidat de l'opositor Moviment per la Democràcia.
- Joaquim Monteiro, un independent.

## Resultats
| Candidats                        | Partit                                         | Primera volta | Primera volta | Segona volta | Segona volta |
| Candidats                        | Partit                                         | Vots          | %             | Vots         | %            |
| -------------------------------- | ---------------------------------------------- | ------------- | ------------- | ------------ | ------------ |
| Jorge Carlos Fonseca             | Moviment per la Democràcia                     | 60.887        | 37,79         | 97.735       | 54,26        |
| Manuel Inocêncio Sousa           | Partit Africà per la Independència de Cap Verd | 52.612        | 32,66         | 82.379       | 45,74        |
| Aristides Lima                   | Independent                                    | 44.648        | 27,71         |              |              |
| Joaquim Jaime Monteiro           | Independent                                    | 2.958         | 1,84          |              |              |
| Nuls/en blanc                    | Nuls/en blanc                                  | 1.855         | –             | 2.249        | –            |
| Total                            | Total                                          | 162.960       | 100           | 182.363      | 100          |
| Votants registrats/participació  | Votants registrats/participació                | 304.621       | 53,5          | 304.621      | 59,9         |
| Font: African Elections Database |                                                |               |               |              |              |